# لويس ألاركون
لويس ألاركون (بالإسبانية: Luis Alarcón)‏ هو ممثل تشيلي، ولد في 23 أكتوبر 1929 في بويرتو نتالز في تشيلي.

## وصلات خارجية
- لويس ألاركون على موقع IMDb (الإنجليزية)
- لويس ألاركون على موقع قاعدة بيانات الفيلم (الإنجليزية)